# 岩塩ドーム

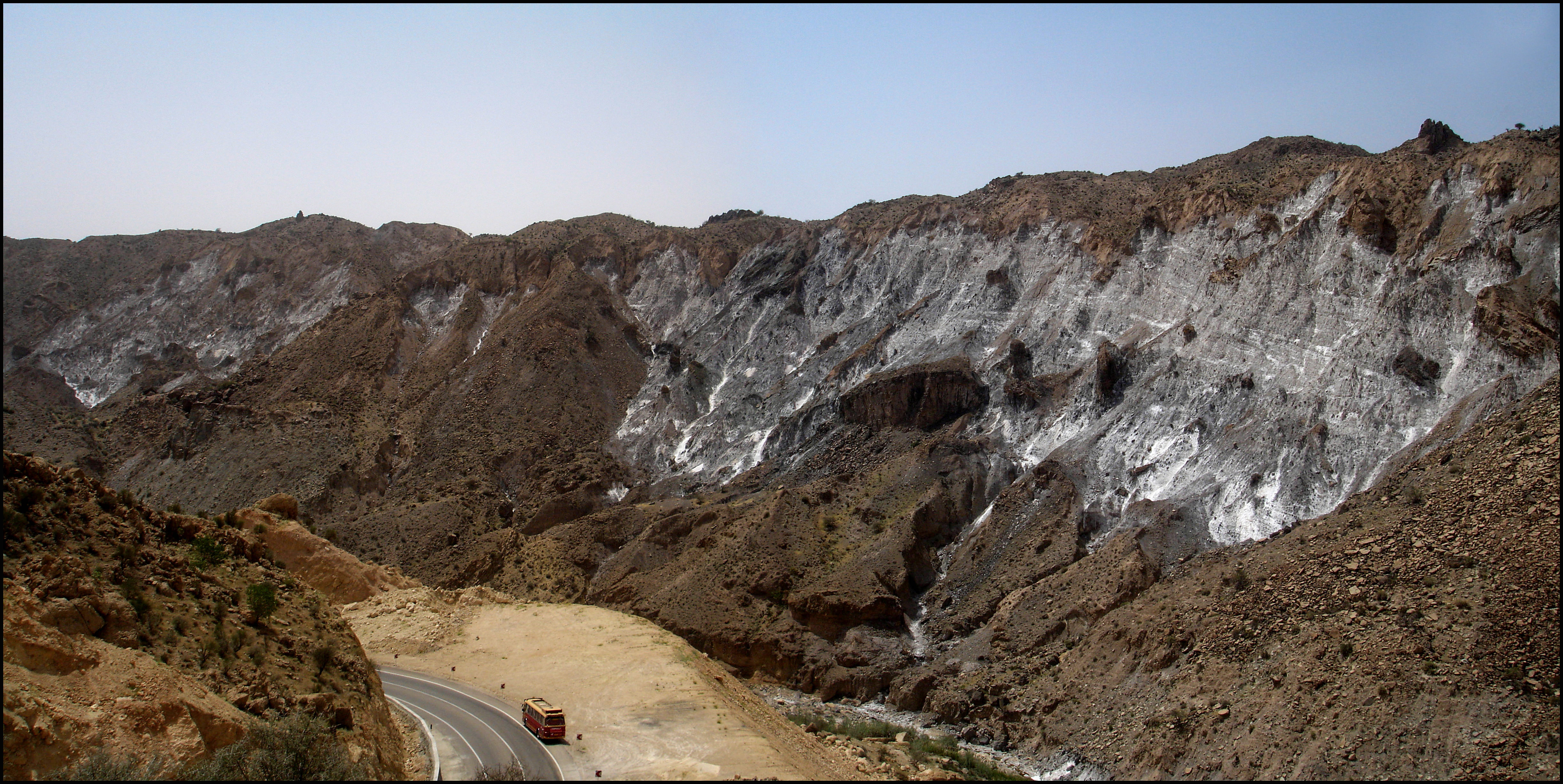
イランファールス州にある岩塩ドーム

北ドイツの岩塩ドーム(青色)の断面図

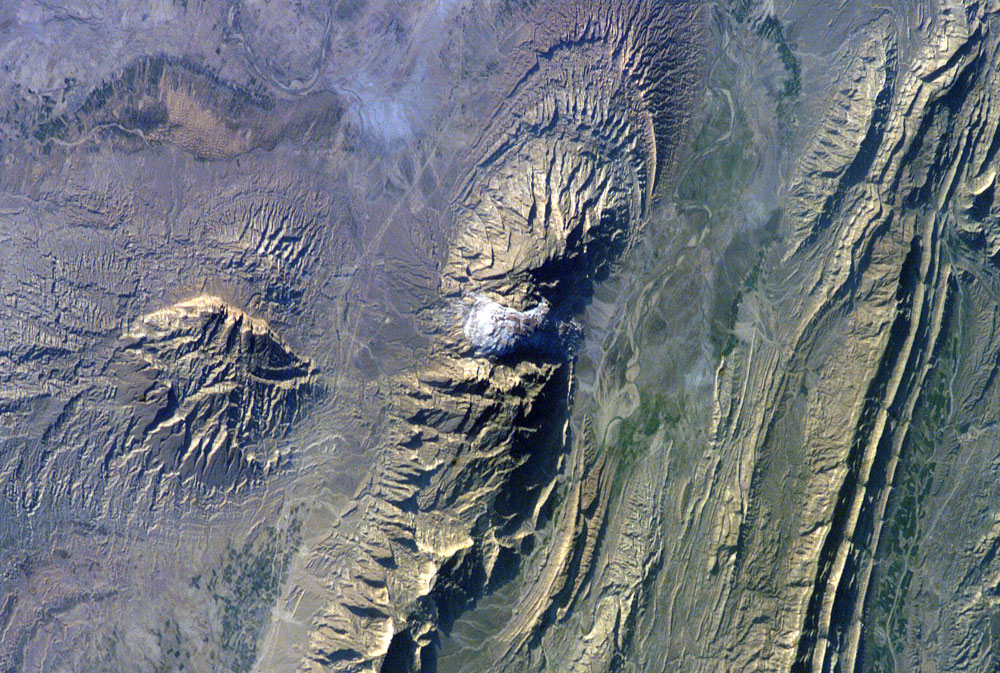
ザグロス山脈の岩塩ドームの航空写真(左側に白色の丘の地域が見える

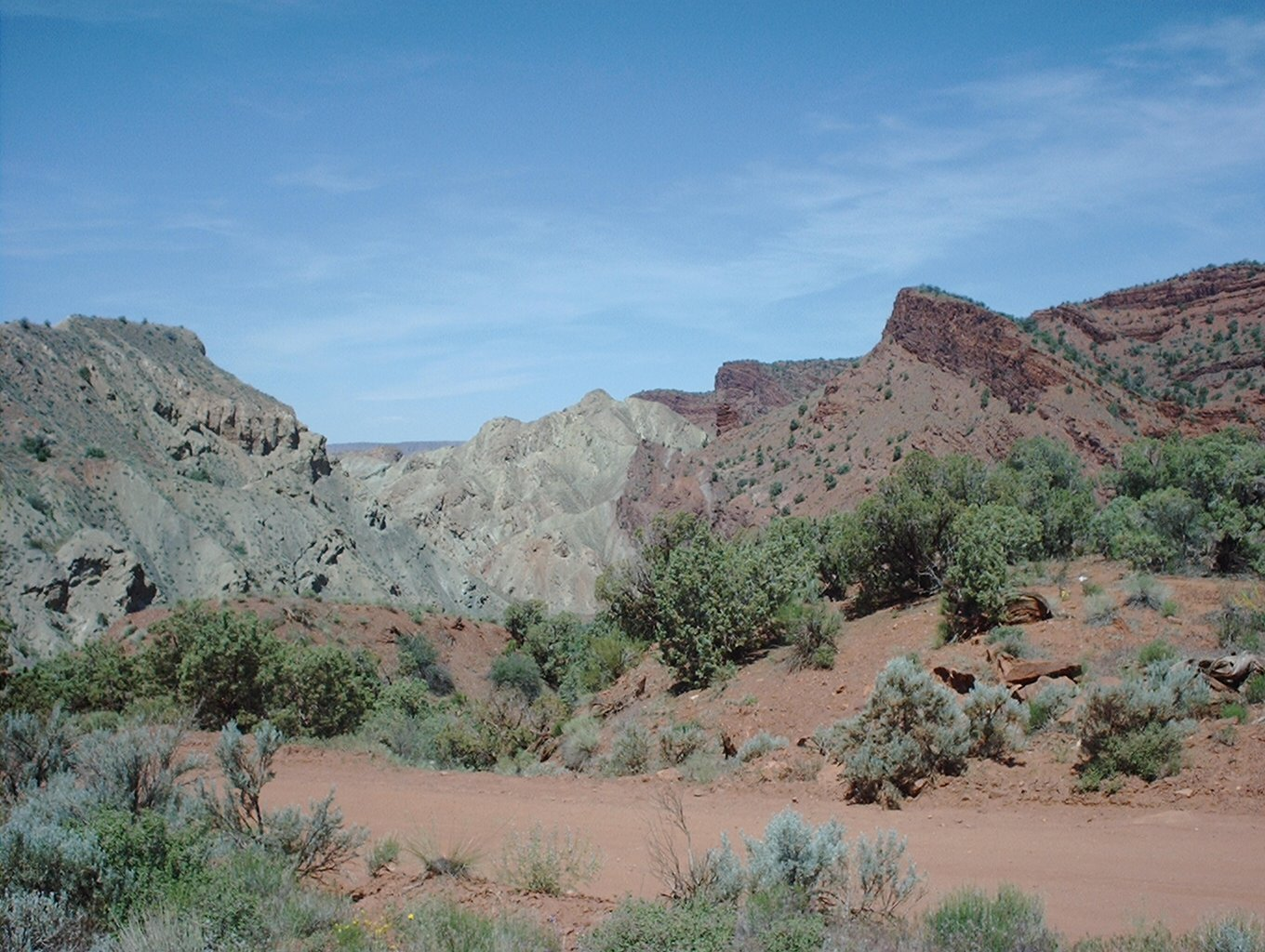
表土が移動したことによりその間から岩塩ドームが現れその端が見える。

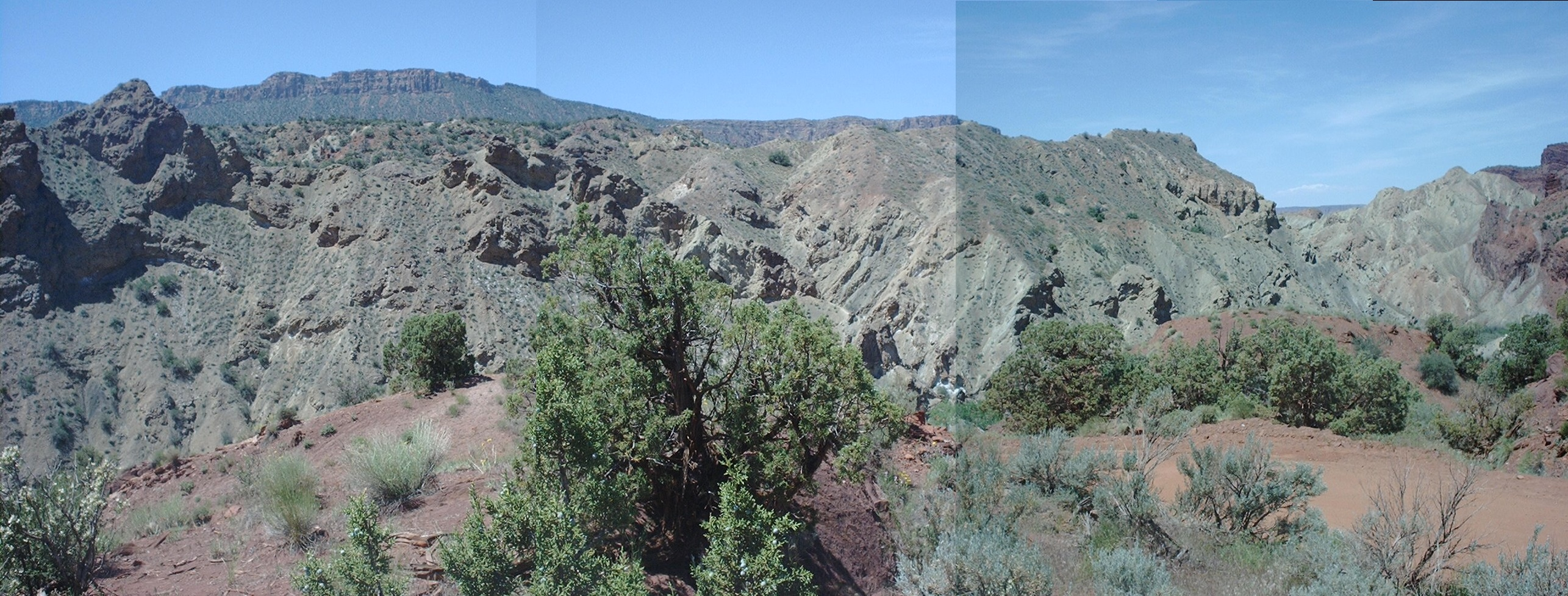
表土が移動し隆起し岩塩ドームが現れその断面が見える。

岩塩ドーム（がんえんドーム、英: salt dome）は、岩塩が貫入して形成される円頂丘状の地質構造。岩塩丘ともいう。

## 成因

### 岩塩の形成
大規模な岩塩を形成する塩のほとんどは海洋を起源としている。かつて海洋だった場所が閉塞し、さらに河川の流入が絶たれ降雨がなく乾燥化すると、水の蒸発により塩が濃縮されて塩湖や塩類平原となり、やがて土壌が塩に富む岩状となる。稀ではあるが、一回の蒸発で大量の塩を作り出すこともあり、基岩がほぼ100％の岩塩となることもある。地中海では、約5億6000 - 5億3000万年前に地中海の閉塞とそれによる岩塩や石膏の地形が生じたことがわかっている（メッシニアン塩分危機として知られる）。
二次的に、このような地形に洪水など一時的な氾濫の時期とくぼ地にたまった水の蒸発が生じることで形成されることがある。またこの過程を地質学的に長期にわたって繰り返した地質構造もあり、このような例としてトルクメニスタンのGarabogazkölの盆地が知られている。

### 岩塩層の形成
クラトンやプレートの大規模な地殻の移動や、長期にわたる堆積によって、岩塩が地層内に取り込まれて岩塩層となることがある。一般の岩石は、地下深くで圧力による続成作用や熱による変成を受け、成分変化を起こしたり相転移を起こして密度や結晶構造が変化したりするが、塩の結晶構造は非常に安定しており変成をほとんど受けない。

### 岩塩ドームの形成
その結果、地下深くへ運ばれた岩塩層は周囲に比べて密度が相対的に低くなる。このため岩塩層は地層中で浮力を生じ、上部の地層に対して鉛直方向へ岩塩層が貫入して丘状、ドーム状の地質構造を生じる。浮力による上昇で形成された貫入地質構造を「ダイアピル」というが、これが岩塩により生じた構造が「岩塩ドーム」と呼ばれる。
地形としては、ドーム状に大きく膨らんだ地形のほか、円柱状のダイアピル、シート（板）など多様な構造が知られている。幅が1 - 10キロメートル、深さがキロメートルにもなった地形も見つかっている。地表に現れた岩塩ドームは塩が帯状に流れて「塩氷河」と呼ばれることがある。

## 岩塩ドームの例
ルイジアナ州のエイブリー島は島になった岩塩ドームである。 現在海面レベルにあり、海でなく湿地帯に囲まれていると言う点があるものの、分類上は島となっている。
アメリカ合衆国、ユタ州のモアブ近くのオリオン・クリークやフィッシャータワーは、白亜紀の岩塩が、非常に大きな数百メートルの岩（主に砂岩）を押し上げて峰の形で現れている。岩塩の本体が塩の塊が上昇したことにより、表土に塩の塊を露出させるために裂け目ができ侵食された褶曲を（中央の線に沿って上にアーチ状となるように）形成している。

## ガス田や油田を伴う例
結晶した岩塩の強固な構造により、岩塩層には通常は浸透性がない。この不透層によって遮られた下層にさらに比重の軽い石油や天然ガスが滞留し、油田やガス田を形成することがある。
石油の元となる有機物は大量の古生物の遺骸を起源とする生物由来説が主流であるが、現在知られる大規模な油田は、地質年代レベルでかつて浅い海洋であった場所が多く、そのような起源をもつ現在のメキシコ湾岸、ロシアやカザフスタンの平原地帯、アラビア・プレートなどで褶曲構造の岩塩ドームの下にガス田や油田が見つかっている。

## 岩塩ドームの利用
岩塩を食塩や工業塩として採掘し、その空洞は浸透や漏洩がないという性質から、地震の少ない欧州などでは石油やガス、危険な廃棄物の貯蔵として利用することがある。最初から貯蔵目的のために空洞を岩塩ドームを穿って作り、採掘した塩は副産物として塩は食塩、化学工業用、道路の氷結防止などに利用する場合もある。

## その他の「岩塩ドーム」
ハイウェイの雪を溶かすためにドーム状に置かれた岩塩を貯めておくサイロのことも「岩塩ドーム (salt dome)」と呼ぶことがある。この語の使用方法は厳密には正しくないが、このタイプのドームは「モノリシックドーム (monolithic dome)」と呼ばれ、貯蔵庫として利用される。